# Evangelische Kirche (Anspach)

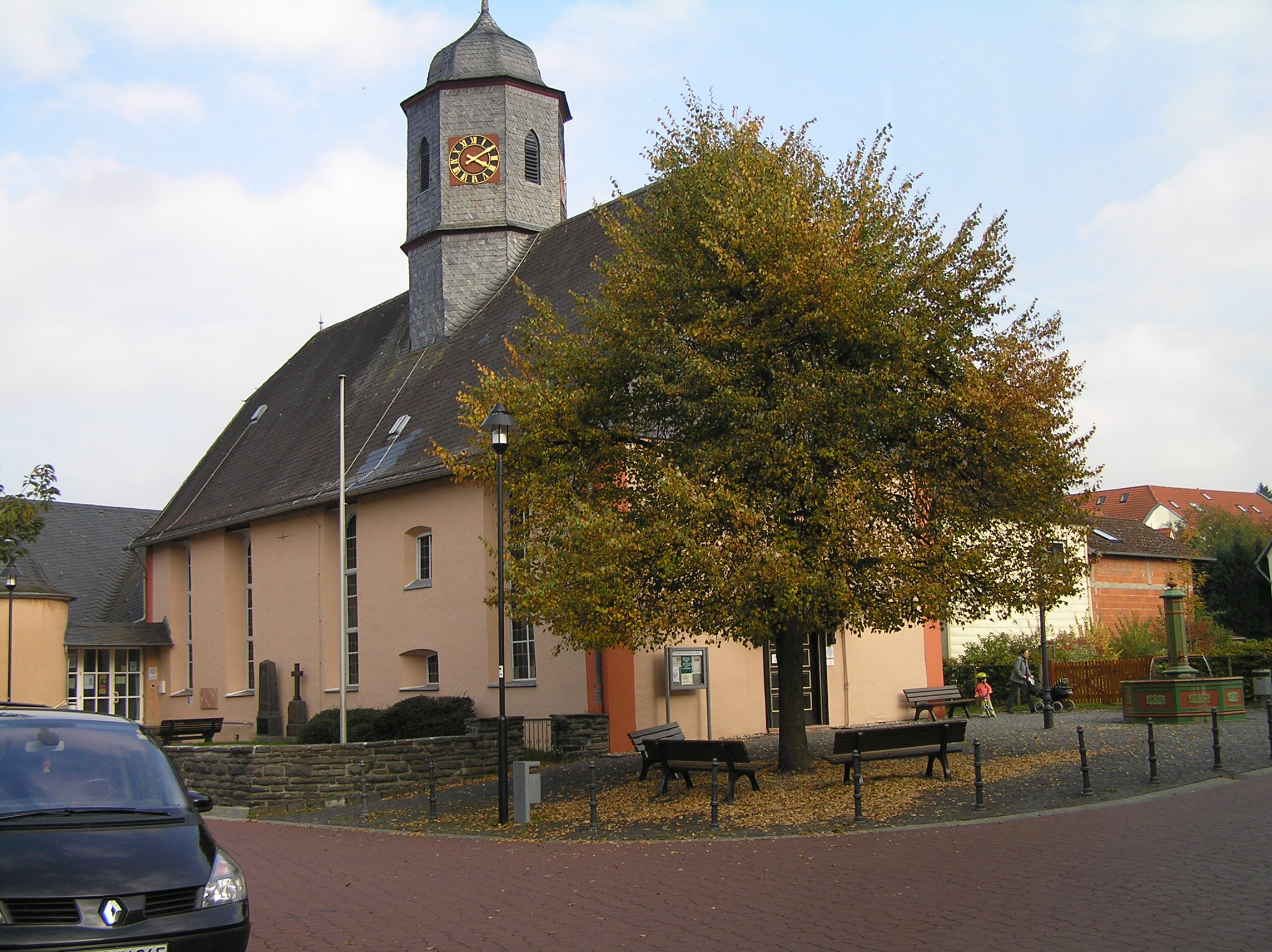
Evangelische Kirche (Anspach)

Die Evangelische Kirche Anspach ist ein denkmalgeschütztes Kirchengebäude in Anspach, einem Stadtteil der Stadt Neu-Anspach im Hochtaunuskreis (Hessen). Die Kirchengemeinde gehört zum Dekanat Hochtaunus der Propstei Rhein-Main der Evangelischen Kirche in Hessen und Nassau.

## Beschreibung
Eine erste aus dem 13./14. Jahrhundert stammende hölzerne Kapelle, die Maria geweiht war, wurde 1509 durch eine steinerne Saalkirche ersetzt und 1592 zur Pfarrkirche erhoben. Das Kirchenschiff setzt sich aus zwei Teilen zusammen, deren westlicher Teil von 1604 stammt, während der östliche Teil im 18. Jahrhundert angefügt wurde. Die Kirche wurde für die angewachsene Gemeinde zu klein. Der 1827 gestellte Antrag für einen Kirchenneubau wurde abgewiesen. Stattdessen wurden die Emporen verlängert. 
Aus dem Satteldach erhebt sich zwischen beiden Teilen ein achteckiger, schiefergedeckter, mit einer glockenförmigen Haube bedeckter Dachreiter, dessen Geschoss oberhalb des Dachfirstes des Kirchenschiffs hinter den Klangarkaden den Glockenstuhl beherbergt. Die drei Glocken der Kirche wurden im Ersten Weltkrieg eingeschmolzen. Die Neugüsse 1918 bis 1924 finanzierte Fritz Opel. Im Zweiten Weltkrieg wurde eine Glocke eingeschmolzen. Die Ersatzglocke wurde 1946 von Martha Opel finanziert. 
Außerdem befindet sich im Dachreiter die Turmuhr. 
Der Innenraum des Kirchenschiffs ist mit einer Flachdecke überspannt, die auf zwei Unterzügen ruht, die von Pfeilern getragen werden. Der Chor ist mit einem flachen Tonnengewölbe bedeckt. 
Die 1906 von den Gebrüdern Bernhard gebaute Orgel mit 9 Registern, einem Manual und einem Pedal wurde 1970 ersetzt.
Der Fuß der Kanzel datiert auf 1592, der Oberbau auf die Zeit um 1700. Der Taufstein von 1763 hat die Form eines Abendmahlskelches. 
Die Kirche mit Adresse Langgasse 9 steht sowohl als Einzeldenkmal als auch als Teil der Gesamtanlage Alt-Anspach unter Denkmalschutz.

## Kirchenvorplatz
Der Kirchhof als Begräbnisstätte war bereits im frühen 19. Jahrhundert aufgegeben worden, nachdem 1702 bis 1706 der Friedhof zwischen Friedhofsweg und Feldbergstraße angelegt worden war. 1874 wurde das Rathaus neben der Kirche abgerissen und die Kirchhofsmauer entfernt. An die Kirche wurde nun der evangelische Kindergarten angebaut. 2003 wurde vor der Kirche der sechseckige gusseiserne Brunnen aufgestellt.

## Kirchengeschichte
(Langen-)Anspach pfarrte ursprünglich nach Wehrheim. Ab 1509 hatte Anspach einen eigenen Kaplan, der dem Wehrheimer Pfarrer nachgeordnet war. Im ersten Drittel des 16. Jahrhunderts führten die Grafen von Nassau im Amt Wehrheim die Reformation ein. Seit 1592 bestand eine eigene evangelische Pfarrei in Anspach (die Katholiken pfarrten weiter nach Wehrheim).  